# Barbados na letních olympijských hrách
Barbados na letních olympijských hrách startuje od roku 1968. Toto je přehled účastí, medailového zisku a vlajkonošů na dané sportovní události.

## Přehled účastí
| Dějiště LOH            | LOH      | Vlajkonoš                  | Zlatá medaile | Stříbrná medaile | Bronzová medaile | Celkem |
| ---------------------- | -------- | -------------------------- | ------------- | ---------------- | ---------------- | ------ |
| 1968 Ciudad de México  | LOH 1968 | nebyl                      |               |                  |                  | 0      |
| 1972 Mnichov           | LOH 1972 | Anthony Phillips           |               |                  |                  | 0      |
| 1976 Montréal          | LOH 1976 | Lorna Forde                |               |                  |                  | 0      |
| 1980 Moskva            | 1980     |                            |               |                  |                  | Ne     |
| 1984 Los Angeles       | LOH 1984 | Charles Pile               |               |                  |                  | 0      |
| 1988 Soul              | LOH 1988 | Elvis Forde                |               |                  |                  | 0      |
| 1992 Barcelona         | LOH 1992 | nebyl                      |               |                  |                  | 0      |
| 1996 Atlanta           | LOH 1996 | Obadele Thompson           |               |                  |                  | 0      |
| 2000 Sydney            | LOH 2000 | Andrea Blackett            |               |                  | 1                | 1      |
| 2004 Athény            | LOH 2004 | Michael Maskell            |               |                  |                  | 0      |
| 2008 Peking            | LOH 2008 | Bradley Ally               |               |                  |                  | 0      |
| 2012 Londýn            | LOH 2012 | Ryan Brathwaite            |               |                  |                  | 0      |
| 2016 Rio de Janeiro    | LOH 2016 | Ramon Gittens              |               |                  |                  | 0      |
| 2020 Tokio             | LOH 2020 | Danielle Titus Alex Sobers |               |                  |                  | 0      |
| 2024 Paříž             | LOH 2024 |                            |               |                  |                  | x      |
| Celkem                 | 13       |                            | 0             | 0                | 1                | 1      |
| Zdroj na Olympedia.org |          |                            |               |                  |                  |        |

## Listina medailistů
| Medal            | Sportovec        | LOH            | Sport         |
| ---------------- | ---------------- | -------------- | ------------- |
| Bronzová medaile | Obadele Thompson | Barbados (BAR) | 2000 Atletika |